# 컴투스타이젬
컴투스타이젬(영어: Com2uS Tygem)은 바둑포털 타이젬(TYGEM) 등 IT컨텐츠를 개발, 서비스하는 기업이다.

## 주요 사업
2000년에 설립되어 바둑 사이트인 '타이젬' 보드게임 사이트 '타이젬 게임' 등의 IT시장 컨텐츠를 생산한다.

### 세계 인터넷 바둑 사이트 1위인 '타이젬
두뇌 스포츠로 유명한 바둑을 인터넷 사이트에서 언제든지 즐길 수 있도록 서비스.
한국뿐 아니라 중국, 일본, 대만 등 유럽, 영어권으로 시장을 확대해 가고 있으며 바둑 산업에 발전을 선도하고자 새로운 영역에 바둑을 널리 알리고자 컨텐츠 개발.
수천명이 동시 접속이 가능한 대국 생중계 해설, 회원 맞춤 대국 시스템, 친목 및 기력 향상을 위한 3,000개 이상의 커뮤니티를 기반으로 다양한 바둑 강좌를 통한 바둑 지도 서비스 등 최강의 바둑 서비스.
특히 기존 오프라인에서만 할 수 있었던 바둑을 온라인에서도 즐길 수 있도록 개념을 확장하여 서비스의 질이 높으며 더불어 스마트 디바이스(안드로이드,IOS)에서도 언제 어디서든 대국을 펼칠 수 있도록 앱을 서비스 중.
국내뿐 아니라 해외 유명 프로 바둑기사 500여명이 활동하고 있으며 공식 기전에서는 볼 수 없는 세계 가국 유명 아마/프로 기사들의 화려한 대국도 감상할 수 있음.

### 보드게임 사이트 '타이젬게임
타이젬게임은 장기, 포커 등 다양한 종류의 보드게임을 서비스.
직접 개발한 컨텐츠로 게임의 독창성과 신선함으로 기존 게임에서는 볼 수 없었던 다채로운 컨텐츠 구현.

## 서비스 종료

### 웹게임 전문 포털 '게임하마
게임하마는 웹게임 전문 포털 사이트로 다양한 장르의 웹게임을 서비스.
최근은 SNG 플랫폼으로 서비스 영역을 확대. 국내에서 개발한 웹게임을 일본, 중국 등 글로벌 시장에 서비스.
게임하마는 2013년 7월 스냅싱킹으로 서비스 이관 후 서비스 종료.

## 연혁
- 2000년 : ㈜ICBL(TYGEM 전신) 창립

- 2001년 : ㈜ICBL에서 ㈜타이젬으로 상호 변경, 타이젬 바둑 사이트 오픈(www.tygem.com)

- 2003년 : 타이젬 바둑 중국 기성도장 서비스 제휴

- 2004년 : 타이젬 바둑 일본 서비스 시작(www.tygem.co.jp)

- 2005년 : 보드게임 사이트 '피그윙' 서비스 시작, 타이젬과 마이클럽닷컴코리아 합병

- 2006년 : (주)타이젬에서 동양온라인(주)로 사명 변경

- 2008년 : 대만 기성 바둑 서비스 시작

- 2009년 : 웹게임 포털 '게임하마'오픈

- 2010년 : 지식미디어센터 대관 서비스 및 방송 스튜디오 대관 서비스 시작, 교육사업 서비스 시작(동양생명 수호천사 꿈나무 재테크 환경 캠프 등)

- 2011년 : 동양온라인'타이젬' 미국 바둑 협회 MOU 체결

- 2012년 : 동양온라인'타이젬' 대한 바둑 협회 MOU 체결, 피그윙에서 타이젬 게임으로 사이트명 변경

- 2013년 : 웹게임 포털 '게임하마' 서비스 종료

- 2018년 : 동양네트웍스(주) 지분매각으로 대주주변경(캑터스PE)

- 2019년 : 타이젬 포털 리뉴얼

- 2019년 : 바둑 인공지능 해설 및 기보분석 서비스 오픈

- 2019년 : 2019 대한민국 인공지능대상 수상(주최:IT조선/마이크로소프트웨어)

- 2020년 : 컴투스에 인수, (주)컴투스타이젬으로 상호 변경

- 2020년 : 컴투스타이젬 바둑팀 창단, 한국바둑리그 참가